# Шевченко, Александр Андреевич
Алекса́ндр Андре́евич Шевче́нко (16 [29] октября 1908, Екатеринослав — 20 ноября 1984) — советский металлург, член-корреспондент АН Украинской ССР (1972).

## Биография
Родился 16 (29) октября 1908 года в Екатеринославе.
Окончил Днепропетровский металлургический институт (1932), преподавал в этом же ВУЗе (1934—1941).
С 1945 года работал в Всесоюзном научно-исследовательском институте трубной промышленности в Днепропетровске.
Труды по технологии обработки тугоплавких металлов, беспрерывной прокатки труб, производства труб для нефтедобывающей промышленности.
Умер 20 ноября 1984 года.

## Награды
- Герой Социалистического Труда (1971).
- Заслуженный деятель науки и техники УССР (1968).